# Ferques
Ferques é uma comuna francesa na região administrativa de Altos da França, no departamento de Pas-de-Calais. Estende-se por uma área de 8,97 km². Em 2010 a comuna tinha 1 806 habitantes (densidade: 201,3 hab./km²).